# Oblati di Sant'Alfonso

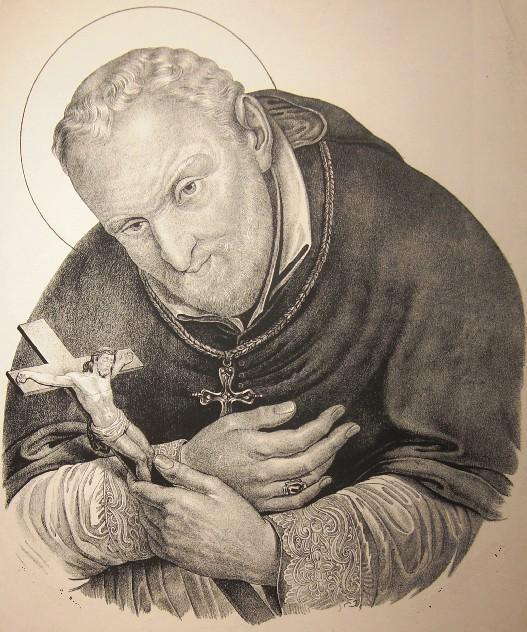
Sant'Alfonso Maria de' Liguori, titolare della congregazione

Gli oblati di Sant'Alfonso furono una società di sacerdoti di vita comune senza voti.

## Storia
Gli oblati di Sant'Alfonso furono fondati nel novembre del 1838 a Bobbio dal vescovo del luogo, Antonio Maria Gianelli.
Costituivano una società di sacerdoti secolari e le finalità del loro istituto erano la predicazione delle missioni popolari e la direzione dei seminari.
Dei loro statuti, scritti dal fondatore, si hanno diverse redazioni di cui l'ultima, rimasta incompiuta, fu iniziata nel 1843.
Fu membro della società il teologo Cristoforo Bonavino, ordinato sacerdote a Bobbio dallo stesso Gianelli.
La compagnia si sciolse dopo la morte del fondatore, avvenuta nel 1846.